# 28 сентября
28 сентября — 271-й день года (272-й в високосные годы) по григорианскому календарю.
До конца года остаётся 94 дня.
До 15 октября 1582 года — 28 сентября по юлианскому календарю, с 15 октября 1582 года — 28 сентября по григорианскому календарю.
В XX и XXI веках соответствует 15 сентября по юлианскому календарю.

## Праздники и памятные дни
См. также: Категория:Праздники 28 сентября

### Международные
- ООН — Всемирный день борьбы против бешенства.

### Национальные
- Казахстан — День работников атомной отрасли.
- Россия — День работника атомной промышленности.
- Тайвань — День учителя[2].
- Чехия — День Святого Вацлава (День чешской государственности[3]).
- Гвинея — День референдума.

### Религиозные
Православие
 — Попразднство Воздвижения Честного и Животворящего Креста Господня;
 — память великомученика Никиты Готфского (около 372 года);
 — память священномученика Иоанна Ильинского, пресвитера и преподобномученицы Евдокии (Ткаченко) (1918 год);
 — память священномучеников Андрея Ковалёва, Григория Конокотина, Григория Троицкого, Иоанна Яковлева, пресвитеров (1921 год);
 — память преподобноисповедника Игнатия (Бирюкова), архимандрита (1932 год);
 — память священномученика Димитрия Игнатенко, пресвитера (1935 год);
 — память священномучеников Иоанна Бороздина, Иакова Леоновича, Петра Петрикова, Николая Скворцова, пресвитеров и Николая Цветкова, протодиакона, преподобномученицы Марии (Рыковой) и мученицы Людмилы Петровой (1937 год);
 — воспоминание обретения мощей святителя Акакия исповедника, епископа Мелитинского (III век);
 — память мучеников Максима, Феодота и Асклиады (Асклипиодоты) Маркианопольских (305-311 годы);
 — память мученика Порфирия Ефесского (361 год);
 — воспоминание обретения мощей первомученика архидиакона Стефана (415 год);
 — память преподобного Филофея пресвитера, в Малой Азии (X век);
 — память святителя Иосифа, епископа Алавердского (570 год) (Груз.);
 — память Симеона, архиепископа Солунского (1429);
 — празднование Новоникитской иконы Божьей Матери (372 год).

### Именины
- Католические: Вацлав, Мария, Марк[7][8].
- Православные[9]: Акакий, Людмила, Максим, Никита, Порфирий, Степан, Федот.

## События
См. также: Категория:События 28 сентября

### До XVIII века
- 480 до н. э. — битва при Саламине.
- 1066 — норманны во главе с герцогом Вильгельмом высадились в Англии.
- 1106 — битва при Таншбре.
- 1542 — подданный испанской короны Хуан Родригес Кабрильо стал первым европейцем, проплывшим вдоль побережья Калифорнии.
- 1618 — в Брюсселе открыт первый в мире ломбард.

### XVIII век
- 1745 — состоялось первое достоверно датированное исполнение английского гимна «God save the King» — «Боже, храни короля»[10].
- 1759 — на глазах многих очевидцев в мексиканском штате Мичоакан родился вулкан Хорульо.
- 1773 — с форпоста Бударинский в 85 километрах ниже по Яику от Яицкого городка началась Крестьянская война 1773—1775 годов под предводительством Е. И. Пугачёва.
- 1791 — Национальное собрание предоставило евреям Франции все гражданские права[11].
- 1793 — в Канаде объявлено, что все дети рабов, родившиеся после этой даты, станут свободными по достижении ими возраста 25 лет.

### XIX век
- 1801 — между Россией и Францией заключён Парижский мирный договор.

- 1864 — образован Первый Интернационал — Международное Товарищество Рабочих.
- 1870 — войска Пруссии захватили Страсбург.
- 1887 — началось одно из самых смертоносных наводнений в истории человечества.

### XX век
- 1904 — в Санкт-Петербурге спектаклем «Уриэль Акоста» К. Гуцкова открылся Академический драматический театр имени В. Ф. Комиссаржевской[12].
- 1919 — открыт Латвийский университет.
- 1925 — в СССР принято положение о Рабоче-Крестьянской милиции.
- 1937 — Постановлением ЦИК СССР Западно-Сибирский край разделён на Алтайский край и Новосибирскую область.
- 1939
  - Вторая мировая война: капитуляция Варшавы.
  - Заключён «Договор о дружбе и границе между СССР и Германией».
  - Заключён «Пакт о взаимопомощи между СССР и Эстонией».
- 1944 — начало Белградской стратегической наступательной операции, приведшей к разгрому немецкой группы армий «Сербия» и освобождению Югославии.
- 1958 — во Франции состоялся референдум, на котором была принята Конституция Пятой Республики.
- 1961 — в Сирии совершён военный переворот, в результате которого объявлено о выходе из Объединённой Арабской Республики и провозглашена Сирийская Арабская Республика.
- 1966 — Фолклендский инцидент: группа аргентинских националистов захватила самолёт Douglas DC-4 компании Aerolíneas Argentinas.
- 1968 — песня группы «Битлз» «Hey Jude», посвящённая Полом Маккартни сыну Джона Леннона Джулиану, возглавила хит-парад США на 9 недель.
- 1972 — во время телетрансляции хоккейного матча СССР—Канада комментатор Николай Озеров произнёс свою знаменитую фразу «Такой хоккей нам не нужен!» (канадцы забросили победную шайбу за 34 секунды до конца игры, выиграв серию игр 4:3 при одном ничейном результате).
- 1973
  - Отменено решение ЦК КПУ о создании на острове Хортица в Запорожье государственного заповедника.
  - В небоскрёбе латиноамериканского отделения ITT Corporation на Мэдисон-авеню была взорвана бомба в знак протеста против участия корпорации в государственном перевороте в Чили 11 сентября 1973 года[13].
- 1979 — официально прекратил существование военно-политический блок СЕНТО[14].
- 1989 — Падение Ельцина с моста.
- 1991 — концерт Monsters of Rock с участием групп Metallica, Pantera, AC/DC в Москве, на Тушинском аэродроме. Впоследствии назывался Тушинским побоищем из-за избиения толпы фанатов милицейскими силами.
- 1992 — под Катманду разбился самолёт Airbus A300B4-203 компании Pakistan International Airlines, погибли 167 человек. Крупнейшая авиакатастрофа в Непале.
- 1994 — паром «Эстония» затонул в Балтийском море, погибли 852 человека.
- 2000 — израильский премьер Эхуд Барак впервые признал возможность раздела Иерусалима. По его словам, мирное соглашение с палестинцами, в случае его заключения, будет содержать договорённость о том, что Западная часть города остаётся столицей Израиля, а Восточная станет столицей Палестинского государства.

### XXI век
- 2001 — бразильский пилот 46-летний Жерард Мос (Gerard Moss), приземлившись в Рио-де-Жанейро (Бразилия), закончил первый в мире кругосветный полёт на моторном планере «Ximango» («Шимангу»), длившийся 100 дней.
- 2003 — сбой энергосети в Италии.
- 2008
  - Парламентские выборы в Республике Беларусь.
  - Первая ночная гонка в классе Формула-1.
- 2009 — индийским космическим аппаратом Chandrayaan-1 на Луне обнаружена вода.
- 2010 — Президент РФ Дмитрий Медведев отправил в отставку мэра Москвы Юрия Лужкова.
- 2012 — Катастрофа Dornier 228 в Мадхьяпуре, 19 погибших.
- 2018 — при посадке в Вено самолёт Boeing 737-8BK компании Air Niugini совершил незапланированное приводнение в лагуне Чуук, погиб 1 человек, 6 получили ранения.
- 2021 — в Минске при проверке дома и граждан по делу, связанному с обвинением их в экстремизме произошла перестрелка, 2 человека были убиты.
- 2023 — президент самопровозглашённой Нагорно-Карабахской Республики Самвел Шахраманян подписал указ, согласно которому с 1 января 2024 года НКР прекращает своё существование.

## Родились
См. также: Категория:Родившиеся 28 сентября

### До XIX века
- 551 до н. э. — Конфуций (ум. 479 до н. э.), китайский философ и мыслитель («Беседы и суждения» и др.).
- 1614 — Хуан Идальго (ум. 1685), испанский композитор, арфист.
- 1698 — Пьер Луи де Мопертюи (ум. 1759), французский математик, естествоиспытатель, физик, астроном, геодезист.
- 1783 — Надежда Дурова (ум. 1866), русская кавалерист-девица, офицер, участница Отечественной войны 1812 года, писательница.
- 1786 — Дмитрий Бегичев (ум. 1855), русский писатель и государственный деятель.
- 1797 — граф Фёдор Литке (ум. 1882), российский мореплаватель, исследователь Арктики, президент Российской академии наук (1864—1882), основатель Русского Географического общества.

### XIX век
- 1803 — Проспер Мериме (ум. 1870), французский писатель и переводчик.
- 1819 — Нарсис Монтуриоль (ум. 1885), каталонский испанский инженер, изобретатель, художник.
- 1831 — Фран Левстик (ум. 1887), словенский писатель, поэт, драматург, критик и лингвист.
- 1840 — Рудольф Баумбах (ум. 1905), немецкий поэт.
- 1841 — Жорж Клемансо (ум. 1929), французский политик и государственный деятель, журналист, премьер-министр Франции (1906—1909, 1917—1920).
- 1848 — Радханатх Рай (ум. 1908), индийский поэт, писатель, драматург; писал на языке ория.
- 1852 — Анри Муассан (ум. 1907), французский химик, получивший фтор, лауреат Нобелевской премии (1906).
- 1859 — Фриц Милькау (ум. 1934), немецкий библиотековед, филолог.
- 1867 — Хиранума Киитиро (ум. 1952), японский политик, государственный деятель, премьер-министр Японии (в 1939).
- 1870 — Флоран Шмитт (ум. 1958), французский композитор, критик и педагог.
- 1871 — Пьетро Бадольо (ум. 1956), итальянский военачальник, маршал Италии, глава первого правительства Италии после свержения Б. Муссолини, выведший страну из Второй мировой войны.
- 1872 — Дэвид Юнайпон (ум. 1967), австралийский проповедник, изобретатель, писатель и журналист.
- 1882 — Александр Кутепов (ум. 1930), русский военный деятель, генерал от инфантерии, активный участник Белого движения.
- 1883 — Альберт Рис Вильямс (ум. 1962), американский журналист, участник гражданской войны в России на стороне большевиков.
- 1884 — Су Маньшу (урожд. Су Цзянь; ум. 1918), китайский писатель, переводчик, журналист, общественный деятель.
- 1886 — Никита Мандрыка (ум. 1977), украинский политик и общественный деятель, поэт, публицист.
- 1888 — Шон Лестер (ум. 1959), ирландский дипломат, 3-й и последний Генеральный секретарь Лиги Наций (1940—1946).
- 1892 — Кедра Митрей (урожд. Дмитрий Корепанов; ум. 1949), удмуртский советский писатель.
- 1897 — Мухтар Ауэзов (ум. 1961), казахский советский писатель («Путь Абая» и др.), драматург, учёный.

### XX век
- 1902 — Владимир Мясищев (ум. 1978), советский авиаконструктор, Герой Социалистического Труда.
- 1903 — Алексей Каплер (ум. 1979), советский кинодраматург, писатель, педагог, телеведущий.
- 1906 — Александр Штейн (ум. 1993), советский писатель, драматург, сценарист.
- 1908 — Ираклий Андроников (ум. 1990), писатель, литературовед, чтец, телеведущий, народный артист СССР.
- 1910
  - Вениамин Дымшиц (ум. 1993), советский государственный деятель, Герой Социалистического Труда.
  - Диосдадо Макапагал (ум. 1997), филиппинский государственный деятель, президент Филиппин (1961—1965).
  - Александр Рёмин (погиб в 1946), советский футболист и хоккеист.
- 1915
  - Этель Розенберг (казнена в 1953), единственная женщина в истории США, казнённая за шпионаж как гражданское лицо.
  - Георгий Товстоногов (ум. 1989), режиссёр театра, педагог, народный артист СССР, Герой Социалистического Труда.
- 1916
  - Ольга Лепешинская (ум. 2008), балерина, актриса Большого театра, народная артистка СССР.
  - Питер Финч (ум. 1977), английский актёр, обладатель премий «Оскар» (посмертно), «Золотой глобус» и др.
- 1918 — Василий Сухомлинский (ум. 1970), советский педагог, Герой Социалистического Труда.
- 1920 — Ярополк Лапшин (ум. 2011), кинорежиссёр, сценарист, народный артист РСФСР.
- 1924
  - Рудольф Баршай (ум. 2010), советский, израильский и швейцарский альтист и дирижёр.
  - Марчелло Мастроянни (ум. 1996), итальянский актёр, лауреат многих кинопремий.
- 1925 — Сеймур Крей (ум. 1996), американский инженер, разработчик суперкомпьютеров.
- 1928 — Коко Тейлор (наст. имя Кора Уолтон; ум. 2009), американская певица, «Королева блюза».
- 1929
  - Дмитрий Павлычко (ум. 2023), украинский поэт, переводчик, литературный критик, политический деятель.
  - Николай Рыжков (ум. 2024), советский и российский государственный деятель, Председатель Совета Министров СССР (1985—1991).
- 1932 — Виктор Хара (убит в 1973), чилийский поэт, певец-трибун, революционер.
- 1934 — Брижит Бардо, французская киноактриса, певица, фотомодель.
- 1937
  - Георгий Рерберг (ум. 1999), советский и российский кинооператор, народный артист РСФСР.
  - Боб Шуль (ум. 2024), американский легкоатлет, чемпион летних Олимпийских игр (1964).
- 1938 — Александр Голобородько, актёр театра и кино, народный артист РСФСР.
- 1940 — Александр Иванченков, советский лётчик-космонавт, дважды Герой Советского Союза.
- 1945 — Мариэль Гуашель, французская горнолыжница, двукратная олимпийская чемпионка (1964, 1968), 7-кратная чемпионка мира
- 1947 — Владимир Трошкин (ум. 2020), советский футболист, бронзовый призёр Олимпийских игр (1976).
- 1952 — Сильвия Кристель (ум. 2012), нидерландская актриса кино и телевидения, модель и писательница.
- 1958 — Владимир Зайцев, советский и российский актёр театра, кино и дубляжа.
- 1960 — Дженнифер Раш (урожд. Хайди Штерн), американская певица немецкого происхождения, автор песен.
- 1963 — Владимир Турчинский (ум. 2009), российский спортсмен и шоумен, рекордсмен в силовых видах спорта, актёр, телеведущий.
- 1964 — Джанин Гарофало, американская стендап-комедиантка, актриса кино и телевидения, теле- и радиоведущая, сценаристка, политик.
- 1965 — Сергей Колотовкин, советский и российский футболист, футбольный тренер, мастер спорта СССР.
- 1966 — Мария Кэнелс-Баррера, американская актриса, комедиантка и певица.
- 1967 — Мира Сорвино, американская киноактриса, лауреат премий «Оскар» и «Золотой глобус».
- 1968
  - Кэрри Отис, американская киноактриса и фотомодель.
  - Роман Трахтенберг (наст. фамилия Горбунов; ум. 2009), российский шоумен, теле- и радиоведущий, актёр, режиссёр.
  - Наоми Уоттс, британская актриса кино и телевидения, продюсер.
  - Мика Хаккинен, финский автогонщик, двукратный чемпион «Формулы-1».
- 1972 — Дита фон Тиз (наст. имя Хизер Рене Свит), американская танцовщица, певица, фотомодель, актриса, «Королева бурлеска».
- 1974 — Мария Киселёва, российская синхронистка, трёхкратная чемпионка мира и Олимпийских игр, телеведущая.
- 1975 — Леонид (Ленни) Крайзельбург, американский пловец, 4-кратный олимпийский чемпион (2000, 2004).
- 1976 — Фёдор Емельяненко, российский спортсмен, 4-кратный чемпион мира по смешанным боевым искусствам.
- 1977 — Жюльен Пийе, французский фехтовальщик на саблях, двукратный олимпийский чемпион (2004, 2008) и чемпион мира (1999, 2006).
- 1981 — Джеррика Хинтон, американская телевизионная актриса.
- 1982 — Александр Анюков, российский футболист, бронзовый призёр чемпионата Европы (2008).
- 1984 — Матьё Вальбуэна, французский футболист.
- 1986 — Яна Крайнова, российская актриса театра, кино и телевидения.
- 1987 — Хилари Дафф, американская актриса и певица.
- 1988
  - Оливия Джордан, американская фотомодель и актриса.
  - Марин Чилич, хорватский теннисист, бывшая третья ракетка мира.
- 1990 — Кирстен Праут, канадская актриса кино и телевидения.
- 1994 — Коринн Зутер, швейцарская горнолыжница, олимпийская чемпионка (2022), чемпионка мира (2021).

## Скончались
См. также: Категория:Умершие 28 сентября

### До XIX века
- 48 до н. э. — убит Гней Помпей Великий (р. 106 до н. э.), римский военачальник, неоднократный консул республики.
- 935 — убит Святой Вацлав (р. ок. 907), чешский князь (с 924), святой, почитаемый католиками и православными.

### XIX век
- 1829 — Николай Раевский (р. 1771), русский генерал, герой Отечественной войны 1812 года.
- 1844 — граф Пётр Толстой (р. до 1770), русский военный деятель эпохи Наполеоновских войн, генерал от инфантерии.
- 1845 — Дмитрий Татищев (р. 1767), русский политик.
- 1856 — Франц Карл Моверс (р. 1806), немецкий римско-католический богослов, востоковед и педагог[15][16].
- 1857 — Александр Смирдин (р. 1795), русский купец, книгоиздатель.
- 1859 — Карл Риттер (р. 1779), немецкий просветитель, один из основоположников современной географии.
- 1872 — Фёдор Матюшкин (р. 1799), российский адмирал, полярный исследователь, сенатор.
- 1873 — Эмиль Габорио (р. 1832), французский писатель, один из основоположников детективного жанра.
- 1884 — Луи Геккерн (р. 1792), голландский дипломат, приёмный отец Жоржа Дантеса.
- 1891 — Герман Мелвилл (р. 1819), американский писатель и поэт.
- 1895 — Луи Пастер (р. 1822), французский химик и микробиолог, член Французской академии.

### XX век
- 1927 — Виллем Эйнтховен (р. 1860), голландский физиолог, лауреат Нобелевской премии (1924).
- 1943
  - Казнена Кете Тухолла (урожд. Шефлер; р. 1910), немецкая антифашист, участница движения Сопротивления в Германии, член подпольной организации «Красная капелла».
  - Филиппопо Иллюминато (р. 1930), член Сопротивления в Италии. Кавалер золотой медали «За воинскую доблесть».
- 1953 — Эдвин Хаббл (р. 1889), американский астроном и космолог.
- 1954 — Джордж Гаррисон Шелл (р. 1874), американский ботаник и генетик, известный созданием гибридной кукурузы.
- 1956
  - Уильям Боинг (р. 1881), американский авиастроитель, основатель компании Boeing.
  - Остап Вишня (наст. имя Павел Губенко; р. 1881), украинский советский писатель, юморист и сатирик.
- 1964
  - Гарпо Маркс (р. 1888), американский актёр, участник комедийной труппы Братья Маркс.
  - Михаил Светлов (наст. фамилия Шейнкман; р. 1903), советский поэт, драматург и журналист.
- 1969 — Сергей Блинников (р. 1901), актёр театра и кино, театральный режиссёр, народный артист СССР.
- 1966 — Андре Бретон (р. 1896), французский писатель и поэт, основоположник сюрреализма.
- 1970
  - Джон Дос Пассос (р. 1896), американский писатель португальского происхождения.
  - Гамаль Абдель Насер (р. 1918), второй президент Египта (1956—1970), Герой Советского Союза.
- 1971 — Василий Бутусов (р. 1892), российский и советский футболист.
- 1977 — Вера Орлова (р. 1894), российская и советская актриса театра и кино.
- 1978
  - Иоанн Павел I (в миру Альбино Лучани; р. 1912), 263-й папа Римский (с 26.08.1978).
  - Мир Пашаев (р. 1908), азербайджанский писатель и литературовед.
- 1981 — Яков Павлов (р. 1917), во время Сталинградской битвы — командир разведгруппы, которая заняла и удерживала т. н. Дом Павлова в центре Сталинграда, Герой Советского Союза.
- 1986 — Эва Шельбург-Зарембина (р. 1899), польская писательница, автор книг для детей и юношества.
- 1989 — Фердинанд Маркос (р. 1917), президент Филиппин (1965—1986).
- 1991 — Майлз Дэвис-младший (р. 1926), американский джазовый трубач, композитор, руководитель оркестра.
- 1993 — Галина Макарова (р. 1919), белорусская актриса театра и кино, народная артистка СССР.
- 1996 — Андрей Сурайкин (р. 1948), советский фигурист (парное катание), серебряный призёр Олимпийских игр (1972).
- 2000 — Пьер Эллиот Трюдо (р. 1919), канадский политик, 15-й премьер-министр Канады (1968—1979 и 1980—1984).

### XXI век
- 2003
  - Алтея Гибсон (р. 1927), американская теннисистка, первая чернокожая победительница турниров Большого шлема.
  - Элиа Казан (урожд. Илиас Казанджоглу; р. 1909), американский режиссёр театра и кино турецко-греческого происхождения, лауреат премий «Оскар», «Золотой глобус» и др.
- 2004 — Виктор Розов (р. 1913), советский и российский драматург, сценарист.
- 2010
  - Лилия Амарфий (р. 1949), актриса оперетты, народная артистка РСФСР.
  - Артур Пенн (р. 1922), американский кинорежиссёр и продюсер.
- 2016 — Шимон Перес (р. 1923), 9-й президент Израиля (2007—2014), лауреат Нобелевской премии мира (1994).
- 2019 — Марк Захаров (р. 1933), советский и российский режиссёр театра и кино, актёр, сценарист, педагог, литератор, общественный деятель.

## Приметы
- Никита Гусятник, Никита Гусепролет, Никита Репорез
- С этого дня начинают срезать репу, стричь овец. В прошлом репа была в числе почитаемых крестьянами овощей: «Репа — мясо, режь да ешь». «Уж видно мужику по репе, что подошли репорезы». «Не дремли, баба, на репорезов день». Также говорили: «Поел бы репки, да зубы редки». «Репа брюху не укрепа». Репу ели свежую, пареную, варёную. Пекли пироги с репой, делали репный квас, варили кашу. «Проще пареной репы ничего нету». В землю крошки, из земли лепёшки — старинная загадка про репу.
- Праздник гусятников — охотников на диких гусей: «Гуси летят в отлёт». «Гуси летят — зимушку на хвосте тащат, снег несут». «Высоко летят гуси — к дружному и высокому предстоящему весеннему половодью, низко — к малой весенней воде»[17]. На Никиту судят о предстоящей погоде по тому, как ведут себя гуси. Если в этот день гусь стоит над лужей, поджимая ноги, значит, будет мороз, если полощется в воде — к теплу. «Спросил бы у гуся — не зябнет ли нога…» «Гусь лапу поднимает — к стуже, на одной ноге стоит — к морозу, полощется в воде — к теплу, нос под крыло прячет — к ранней зиме, а ежели гусь заговорил с тобой, хорошо брат отпразновал и ловить тебе вже нечого». Считалось, что гусей охраняет дедушка Водяной. Поэтому в Никитин день водяному жертвовали лучшего гуся, предварительно отрубив голову, чтобы, в свою очередь, домовой, который охраняет и пересчитывает домашнюю птицу по головам, не обнаружил пропажи.